# スタロコスティアニティヴ空軍基地
スタロコスティアニティヴ空軍基地（スタロコスティアニティヴくうぐんきち、ウクライナ語: Авіабаза Старокостянтинів）は、 フメリニツキー州スタロコスティアニティヴに位置する、ウクライナ空軍の基地である。Su-24M/MR戦闘爆撃機を運用する第7戦術航空旅団が所在している。
2022年のロシアによるウクライナ侵攻中の3月6日、ロシア連邦軍の精密誘導兵器による攻撃によって基地は破壊された。

## 所在部隊
- 空軍司令部直轄部隊隷下
  - 第7戦術航空旅団 - Su-24M/MR、L-39